# Oudekerksplein

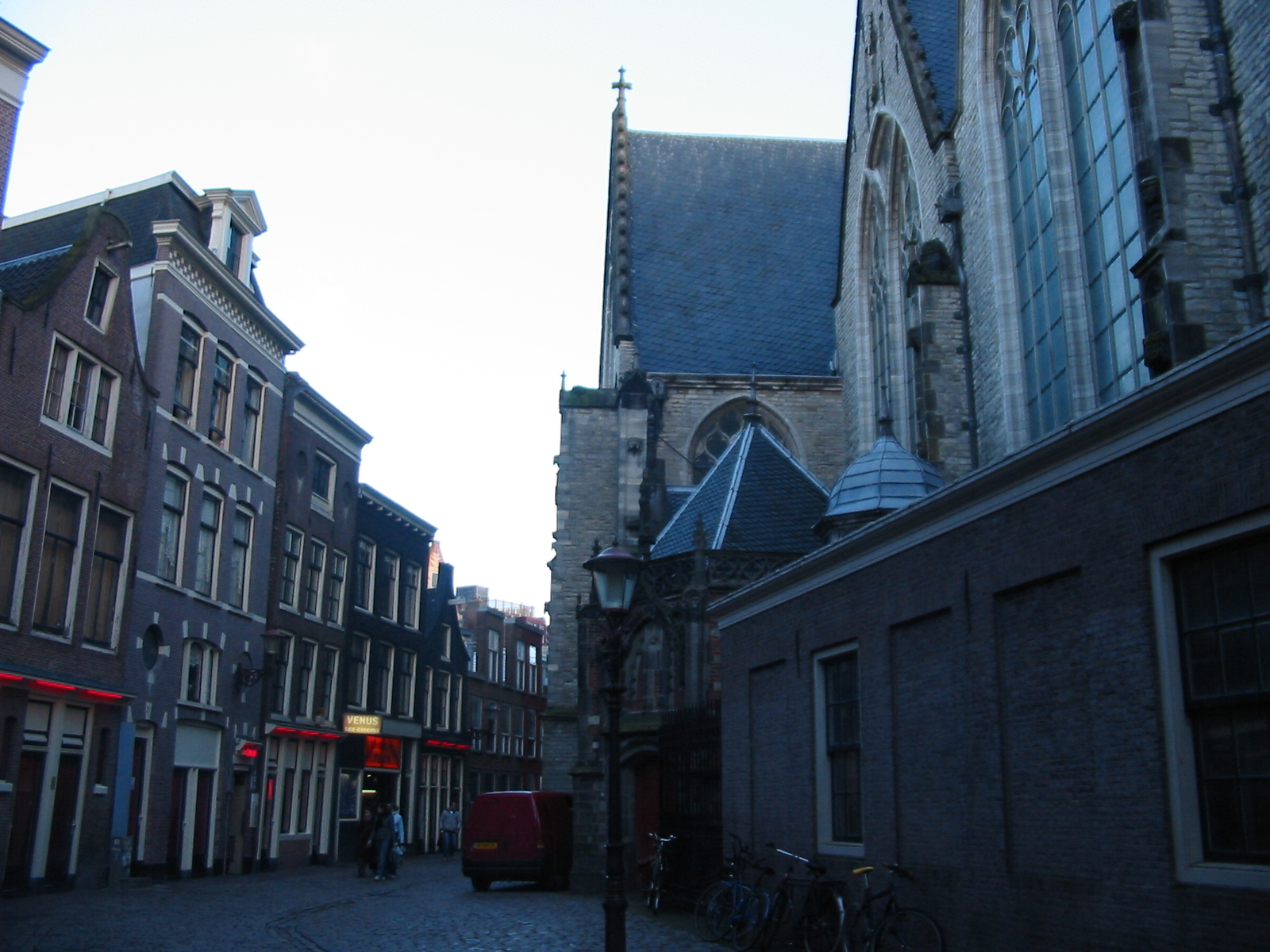
Vue de Oudekerksplein. On y aperçoit quelques vitrines de prostituées.

Oudekerksplein (« Place de la vieille église » en néerlandais) est une place de la ville d'Amsterdam située dans l'arrondissement de Centrum. Comme son nom l'indique, elle entoure l'église de Oude Kerk, construite au début du XIVe siècle. Elle se trouve au cœur du principal quartier rouge de la ville, De Wallen, et est entourée par Warmoesstraat, le Oudezijds Achterburgwal et Zeedijk.
Une trentaine de vitrines de prostituées sont installées autour de la place. Dans le cadre d'un plan de réduction de leur nombre dans la ville, baptisé Project 1012 et présenté pour la première fois en 2007, la municipalité a ciblé Oudekerksplein comme l'une de ses priorités. La ville envisage ainsi une élimination de l'ensemble des cabines au profit de restaurants, boutiques, ateliers d'artistes, etc. Dans le cadre de ce projet, les nombreux coffeshops également situés autour de l'église devraient être fermés,,.
Une statue baptisée « Belle », et érigée en l'honneur des prostituées du monde entier a été installée sur la place en 2007. La plaque située sur la statue porte l'inscription suivante en anglais : Respect sex workers all over the world (« Respectez toutes les travailleuses du sexe à travers le monde »). L'esplanade comporte également une représentation d'une main en train de caresser le sein d'une femme. La sculpture fut scellée dans les pavés par un artiste anonyme en février 1993.